# Districte electoral de Sabadell
El districte de Sabadell fou una circumscripció electoral del Congrés dels Diputats utilitzada en les eleccions generals espanyoles entre 1891 i 1923. Es tractava d'un districte uninominal, ja que només era representat per un sol diputat.

## Àmbit geogràfic
L'any 1887 es va crear el districte com a escissió del districte de Terrassa. Els municipis que hi formaven part entre 1899 i 1923 eren: Barberà del Vallès, Castellar del Vallès, Cerdanyola del Vallès, Palau-Solità i Plegamans, Polinyà, Sabadell, Sant Cugat del Vallès, Sant Quirze del Vallès, Santa Perpètua de Mogoda i Sentmenat.

## Diputats electes
| Elecció | Elecció        | Diputat                     | Partit/Ideologia           |
| ------- | -------------- | --------------------------- | -------------------------- |
|         | 1891           | Pau Turull i Comadran       | Conservador                |
|         | 1893           | Francesc Pi i Margall       | Republicà federal          |
|         | 1894 (parcial) | Timoteo Bustillo López      | Liberal                    |
|         | 1896           | Timoteo Bustillo López      | Liberal                    |
|         | 1898           | Timoteo Bustillo López      | Liberal gamacista          |
|         | 1899           | Timoteo Bustillo López      | Liberal gamacista          |
|         | 1901           | Timoteo Bustillo López      | Monàrquic gamacista        |
|         | 1903           | Francesc Pi i Arsuaga       | Republicà federal          |
|         | 1905           | Francesc Pi i Arsuaga       | Republicà federal          |
|         | 1907           | Francesc Pi i Arsuaga       | Republicà federal solidari |
|         | 1909 (parcial) | Jaume Cruells i Sallarès    | Republicà solidari         |
|         | 1910           | Jaume Cruells i Sallarès    | Republicà                  |
|         | 1914           | Enric Turull i Comadran     | Conservador datista        |
|         | 1916           | Joan Salas i Anton          | Republicà federal          |
|         | 1918           | Francesc Llonch i Cañameras | Regionalista               |
|         | 1919           | Francesc Layret i Foix      | Coalició republicana (PRC) |
|         | 1920           | Lluís Companys i Jover      | Partit Republicà Català    |
|         | 1923           | Lluís Companys i Jover      | Partit Republicà Català    |

## Resultats electorals

### Dècada de 1920
| Eleccions generals del 29/04/1923 |                         |                        |        |      |
| Partit/Ideologia                  | Partit/Ideologia        | Candidat               | Vots   | %    |
|                                   | Partit Republicà Català | Lluís Companys i Jover | 4.792  | 60,9 |
|                                   | Nacionalista            | Pere Pascual Salichs   | 2.644  | 33,6 |
|                                   | Altres                  | Altres                 | 435    | 5,5  |
| Total                             | Total                   | Total                  | 7.871  | 100  |
| Cens/participació                 | Cens/participació       | Cens/participació      | 12.439 | 63,3 |

| Eleccions generals del 19/12/1920 |                          |                         |        |      |
| Partit/Ideologia                  | Partit/Ideologia         | Candidat                | Vots   | %    |
|                                   | Partit Republicà Català  | Lluís Companys i Jover  | 3.532  | 45,6 |
|                                   | Catalanista              | Manuel Folguera i Duran | 3.013  | 38,9 |
|                                   | Unió Monàrquica Nacional | Enric Turull i Comadran | 1.048  | 13,5 |
|                                   | Altres                   | Altres                  | 148    | 1,9  |
| Total                             | Total                    | Total                   | 7.741  | 100  |
| Cens/participació                 | Cens/participació        | Cens/participació       | 11.795 | 65,6 |

### Dècada de 1910
| Eleccions generals del 01/06/1919 |                                     |                             |        |      |
| Partit/Ideologia                  | Partit/Ideologia                    | Candidat                    | Vots   | %    |
|                                   | Coalició republicana (PRC)          | Francesc Layret i Foix      | 3.316  | 40,9 |
|                                   | Lliga Regionalista                  | Francesc Llonch i Cañameras | 2.719  | 33,5 |
|                                   | Unió Monàrquica Nacional (maurista) | Enric Turull i Comadran     | 1.954  | 24,1 |
|                                   | Altres                              | Altres                      | 126    | 1,6  |
| Total                             | Total                               | Total                       | 8.115  | 100  |
| Cens/participació                 | Cens/participació                   | Cens/participació           | 11.775 | 68,9 |

| Eleccions generals del 09/04/1916 |                   |                         |        |      |
| Partit/Ideologia                  | Partit/Ideologia  | Candidat                | Vots   | %    |
|                                   | Republicà federal | Joan Salas i Anton      | 3.569  | 50,2 |
|                                   | Liberal           | Silvestre Romeu i Voltà | 3.473  | 48,8 |
|                                   | Altres            | Altres                  | 72     | 1,0  |
| Total                             | Total             | Total                   | 7.114  | 100  |
| Cens/participació                 | Cens/participació | Cens/participació       | 11.386 | 62,5 |

| Eleccions generals del 08/03/1914 |                       |                         |        |      |
| Partit/Ideologia                  | Partit/Ideologia      | Candidat                | Vots   | %    |
|                                   | Conservador datista   | Enric Turull i Comadran | 3.191  | 43,0 |
|                                   | Republicà independent | Joan Salas i Anton      | 2.968  | 40,0 |
|                                   | Lliga Regionalista    | Martí Trias i Domènech  | 1.207  | 16,3 |
| Vots en blanc                     | Vots en blanc         | Vots en blanc           | 35     | 0,5  |
| Vots nuls                         | Vots nuls             | Vots nuls               | 19     | 0,3  |
| Total                             | Total                 | Total                   | 7.420  | 100  |
| Cens/participació                 | Cens/participació     | Cens/participació       | 11.058 | 67,1 |

| Eleccions generals del 08/05/1910 |                                       |                          |        |      |
| Partit/Ideologia                  | Partit/Ideologia                      | Candidat                 | Vots   | %    |
|                                   | Unió Federal Nacionalista Republicana | Jaume Cruells i Sallarès | 3.166  | 39,8 |
|                                   | Liberal moretista                     | Josep Griera i Dulcet    | 3.123  | 39,2 |
|                                   | Partit Republicà Radical              | Josep Antich             | 1.528  | 19,2 |
| Vots en blanc                     | Vots en blanc                         | Vots en blanc            | 146    | 1,8  |
| Total                             | Total                                 | Total                    | 7.963  | 100  |
| Cens/participació                 | Cens/participació                     | Cens/participació        | 11.271 | 70,7 |

### Dècada de 1900
| Elecció parcial del 14/02/1909 |                                 |                          |        |      |
| Partit/Ideologia               | Partit/Ideologia                | Candidat                 | Vots   | %    |
|                                | Republicà solidari              | Jaume Cruells i Sallarès | 4.387  | 74,3 |
|                                | Republicà radical anti-solidari | Josep Puig d'Asprer      | 1.046  | 17,7 |
|                                | Altres                          | Altres                   | 475    | 8,0  |
| Total                          | Total                           | Total                    | 5.908  | 100  |
| Cens/participació              | Cens/participació               | Cens/participació        | 10.872 | 54,3 |

| Eleccions generals del 21/04/1907 |                            |                       |        |      |
| Partit/Ideologia                  | Partit/Ideologia           | Candidat              | Vots   | %    |
|                                   | Republicà federal solidari | Francesc Pi i Arsuaga | 3.745  | 96,2 |
|                                   | Socialista anti-solidari   | Facundo Perezagua     | 0      | 0,0  |
|                                   | Altres                     | Altres                | 149    | 3,8  |
| Total                             | Total                      | Total                 | 3.894  | 100  |
| Cens/participació                 | Cens/participació          | Cens/participació     | 10.788 | 36,1 |

| Eleccions generals del 10/11/1905 |                                     |                            |        |      |
| Partit/Ideologia                  | Partit/Ideologia                    | Candidat                   | Vots   | %    |
|                                   | Partit Republicà Democràtic Federal | Francesc Pi i Arsuaga      | 2.686  | 53,0 |
|                                   | Conservador                         | Lluís Ferrer-Vidal i Soler | 2.261  | 44,6 |
|                                   | Altres                              | Altres                     | 121    | 2,4  |
| Total                             | Total                               | Total                      | 5.068  | 100  |
| Cens/participació                 | Cens/participació                   | Cens/participació          | 10.843 | 46,7 |

| Elecció parcial del 26/05/1903 |                   |                        |       |      |
| Partit/Ideologia               | Partit/Ideologia  | Candidat               | Vots  | %    |
|                                | Republicà federal | Francesc Pi i Arsuaga  | 2.951 | 54,6 |
|                                | Conservador       | Timoteo Bustillo López | 2.450 | 45,4 |
| Total                          | Total             | Total                  | 5.401 | 100  |
| Cens/participació              | Cens/participació | Cens/participació      | 9.635 | 56,1 |

| Eleccions generals del 19/05/1901 |                     |                        |       |      |
| Partit/Ideologia                  | Partit/Ideologia    | Candidat               | Vots  | %    |
|                                   | Monàrquic gamacista | Timoteo Bustillo López | 2.625 | 56,6 |
|                                   | Republicà federal   | Francesc Pi i Arsuaga  | 1.985 | 42,8 |
|                                   | Altres              | Altres                 | 25    | 0,5  |
| Total                             | Total               | Total                  | 4.635 | 100  |
| Cens/participació                 | Cens/participació   | Cens/participació      | 9.597 | 48,3 |

### Dècada de 1890
| Eleccions generals del 16/04/1899 |                   |                        |       |      |
| Partit/Ideologia                  | Partit/Ideologia  | Candidat               | Vots  | %    |
|                                   | Liberal           | Timoteo Bustillo López | 3.401 | 63,1 |
|                                   | Altres            | Altres                 | 1.990 | 36,9 |
| Total                             | Total             | Total                  | 5.391 | 100  |
| Cens/participació                 | Cens/participació | Cens/participació      | 9.271 | 58,1 |

| Eleccions generals del 27/03/1898 |                   |                        |       |      |
| Partit/Ideologia                  | Partit/Ideologia  | Candidat               | Vots  | %    |
|                                   | Liberal           | Timoteo Bustillo López | 3.969 | 99,5 |
|                                   | Altres            | Altres                 | 19    | 0,5  |
| Total                             | Total             | Total                  | 3.988 | 100  |
| Cens/participació                 | Cens/participació | Cens/participació      | 9.282 | 43,0 |

| Eleccions generals del 12/04/1896 |                   |                        |       |      |
| Partit/Ideologia                  | Partit/Ideologia  | Candidat               | Vots  | %    |
|                                   | Liberal           | Timoteo Bustillo López | 3.298 | 66,0 |
|                                   | Altres            | Altres                 | 1.702 | 34,0 |
| Total                             | Total             | Total                  | 5.000 | 100  |
| Cens/participació                 | Cens/participació | Cens/participació      | 9.282 | 53,9 |

| Elecció parcial del 29/04/1894 |                   |                        |       |       |
| Partit/Ideologia               | Partit/Ideologia  | Candidat               | Vots  | %     |
|                                | Liberal           | Timoteo Bustillo López | 0     | 0,0   |
|                                | Altres            | Altres                 | 5.894 | 100,0 |
| Total                          | Total             | Total                  | 5.894 | 100   |
| Cens/participació              | Cens/participació | Cens/participació      | 9.084 | 64,9  |

| Eleccions generals del 05/03/1893 |                   |                       |       |       |
| Partit/Ideologia                  | Partit/Ideologia  | Candidat              | Vots  | %     |
|                                   | Republicà federal | Francesc Pi i Margall | 0     | 0,0   |
|                                   | Altres            | Altres                | 4.473 | 100,0 |
| Total                             | Total             | Total                 | 4.473 | 100   |
| Cens/participació                 | Cens/participació | Cens/participació     | 9.020 | 49,6  |

| Eleccions generals del 01/02/1891 |                  |                       |       |
| Partit/Ideologia                  | Partit/Ideologia | Candidat              | Vots  |
|                                   | Conservador      | Pau Turull i Comadran | 2.693 |